# Rindarøy
Rindarøy este o localitate din comuna Aukra, provincia Møre og Romsdal, Norvegia.